# Chirocephalus diaphanus
Chirocephalus diaphanus är en kräftdjursart som beskrevs av Prévost 1820. Chirocephalus diaphanus ingår i släktet Chirocephalus och familjen Chirocephalidae. Inga underarter finns listade i Catalogue of Life.

## Bildgalleri

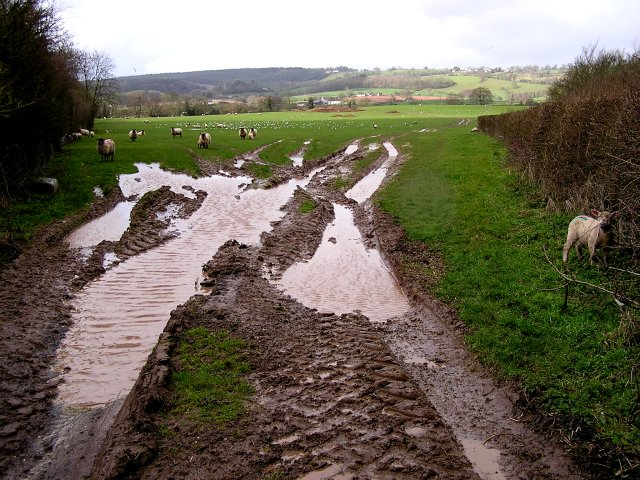
Pölar är ett typiskt habitat för arten.